# Out of the Woods
«Out of the Woods» — шостий сингл п'ятого студійного альбому американської попспівачки Тейлор Свіфт — 1989. В США сингл вийшов 5 лютого 2016 року. Пісня написана та спродюсована Тейлор Свіфт і Джеком Антоноффом. Прем'єра музичного відео відбулася 31 грудня 2015 року.

## Історія
Вперше Свіфт презентувала 15-секундний уривок пісні Out of the Woods на шоу Good Morning America 13 жовтня 2014 року. Вона сказала, що це її улюблена пісня з майбутнього альбому 1989 року. За її словами, в ній описується «тендітність» у деяких видах стосунків. Це мінливі стосунки, кожен наступний день яких неможливо передбачити, і якщо він тебе покине, треба йти лише вперед.
Натхнена синті-попом 1980-х, Тейлор Свіфт вирішила відійти від фірмового стилю кантрі своїх попередніх релізів та включити відверту попмузику до свого п'ятого студійного альбому 1989, який був випущений у 2014 році. Процес запису розпочався у середині 2013 року одночасно з початком концертного туру Red Tour на підтримку четвертого студійного альбому Red. Щоб забезпечити плавний перехід до попмузики, Свіфт залучила нових співробітників, включаючи Джека Антоноффа, котрий спродюсував дві пісні для стандартного видання альбому та один бонус-трек для делюксового видання. Джек Антонофф раніше працював зі Свіфт над «Sweeter than Fiction», піснею в стилі нової хвилі 1980-х років для саундтреку фільму One Chance («Мрії збуваються», 2013).
Антонофф розповів про свій досвід роботи зі Свіфт: «Вона дуже природна — коли у неї з'являється ідея, це відбувається дуже швидко».

## Композиція
Критики описали «Out of the Woods» як синті-поп-пісню з помітним впливом музики 1980-х років. Ханна Мілреа з журналу NME визнала цей трек як приклад стилю індітроніка. У пісні використовуються пульсуючі синтезатори, зациклені барабанні ритми та ехо-бек-вокал, внаслідок чого виходить хаотичний та «гімновий» звук. У порівнянні з рештою альбому 1989 трек «Out of the Woods» відрізняється більш щільним продакшном. При створенні пісні на Антоноффа вплинула рок-група My Morning Jacket «Кожен звук голосніше попереднього…».
Текст пісні розповідає про тендітні стосунки героїв. У приспіві Свіфт повторює фразу «Чи небезпека вже минула?» знову і знову, бажаючи зберегти відносини, хоч і з невеликим шансом. Свіфт розмірковує над неминучим кінцем свого кохання та минулими помилками, які вона та її коханий зробили: «О, твоє намисто звисало з моєї шиї / Ніч, яку ми ніяк не могли забути / Коли ми вирішили посунути усі меблі, аби потанцювати / Милий, наче у нас був шанс на майбутнє». Далі докладно описується аварія на снігоході, внаслідок якої одному з пари потрібно зробити операцію: «Пам'ятаєш, як ти надто рано натис на гальмо? / Двадцять швів у лікарняній палаті». В інтерв'ю для журналу Rolling Stone для вересневого номера 2014 року Свіфт пояснила, що тексти пісень були натхненні одними із її реальних стосунків, які викликали постійне занепокоєння: «Щодня був боротьбою. Забудьте будувати плани життя — ми просто намагалися дожити до наступного тижня». Катастрофа снігохода була справжнім інцидентом, яку Свіфт переконала журналістів таблоїдів не поширювати.

## Музичне відео
Музичне відео зрежисоване Джозефом Каном. Прем'єра відбулася 31 грудня 2015 року на Dick Clark's New Year's Rockin' Eve with Ryan Seacrest на каналі ABC. Відеокліп став четвертою спільною робою Свіфт із Каном; попередні музичні відео включають «Blank Space», «Bad Blood» та «Wildest Dreams». Зйомки проходили в горах біля міста Квінстаун та на пляжі Бетелс Біч в Новій Зеландії. Під час зйомок на пляжі Бетелс Біч Свіфт зіткнулася з негативною реакцією природоохоронців, які стверджували, що її виробнича група порушила їх дозвіл і поставила під загрозу рідкісного місцевого птаха, використовуючи до 12 транспортних засобів. Під час зйомок розпочався великий шторм, який повалив декілька дерев навколо знімальної групи. Через це знімальну роботу поновили лише через тиждень.
На відео показано, як Свіфт намагається вибратися з лісу, буквально інтерпретуючи назву пісні. Видно, як Свіфт біжить через щось на кшталт зачарованого лісу, що утворився навколо неї, переслідувана зграєю вовків, коли вона щосили намагається втекти, тоді як живе коріння постійно переслідує її. Потім вона опиняється в різних місцях, що представляють природу, таких як засніжені гори, океан, безплідний пейзаж, забруднене місце та ліс, що горить. Наприкінці відео ліс зникає, вона знаходить пляж, де інша її версія стоїть на березі, коли вона тягнеться до неї. Відео закінчується написом «Вона втратила його, але вона знайшла себе, і якимось чином це було все», що є прихованим повідомленням, написаним у буклеті альбому 1989 року.
Джозеф Кан сказав, що Свіфт «постраждала за мистецтво» через відео; вона не використовувала дублерів і всі дії, такі як повзання по багнюці або біг по снігу, виконувала сама. Шаран Шетті зі Slate написала, що тривога — тема пісні — «до крайності буквально виражена у відео на цю пісню». Пітер Сблендоріо з New York Daily News вважав це «мабуть, найбільшим приголомшливим її музичним відео» і назвав візуальні ефекти «карколомними». Харлі Браун із журналу Spin назвала відео «фантастично кінематографічним». Аманда Белл з MTV News порівняла кінематографічну якість відео із серією про Гаррі Поттера і прокоментувала, що послання відео «служить чіткою метафорою для її дуже публічної історії відносин і того, як вона трансформувала кожен конфлікт у свої особисті перемоги, зокрема одну з них».
Станом на березень 2024 року музичне відео мало 199 мільйонів переглядів на відеохостингу YouTube.

## Чарти
| Чарт (2014-16)                            | Місце |
| ----------------------------------------- | ----- |
| Australian Singles Chart                  | 19    |
| Austrian Singles Chart                    | 64    |
| Belgium (Ultratop 50 Flanders) (Фландрія) | 50    |
| Canada (Canadian Hot 100)                 | 8     |
| Canada AC (Billboard)                     | 13    |
| Canada CHR/Top 40 (Billboard)             | 13    |
| Canada Hot AC (Billboard)                 | 9     |
| Danish Singles Chart                      | 23    |
| France French Singles Chart               | 70    |
| Hungary (Single Top 40)                   | 37    |
| Israel Media Forest                       | 1     |
| Italian Singles Chart                     | 97    |
| New Zealand Recorded Music NZ             | 6     |
| Poland (Polish Airplay Top 100)           | 43    |
| Scotland (Official Charts Company)        | 48    |
| Spanish Singles Chart                     | 22    |
| UK Singles (Official Charts Company)      | 136   |
| US Billboard Hot 100                      | 18    |
| US Adult Contemporary (Billboard)         | 20    |
| US Adult Top 40 (Billboard)               | 11    |
| US Mainstream Top 40 (Billboard)          | 12    |

## Продажі
| Країна           | Сертифікація (таблиця продажів та сертифікатів) | Продажі    |
| ---------------- | ----------------------------------------------- | ---------- |
| Австралія (ARIA) | Золото                                          | +35,000    |
| Канада (CRIA)    | Золото                                          | +40,000    |
| США (RIAA)       | Платина                                         | +1,000,000 |

## Історія релізів
| Країна                    | Дата           | Формат                 | Лейбл       |
| ------------------------- | -------------- | ---------------------- | ----------- |
| США (випуск промо-синглу) | 14 жовтня 2014 | Цифрове завантаження   | Big Machine |
| Італія                    | 5 лютого 2016  | Contemporary hit radio | Universal   |